# Сын Дерева
«Сын Дерева» (англ. Son of the Tree) — фантастическая повесть американского писателя Джека Вэнса. В журнальном варианте была издана в 1951 году, в книжном издании — в 1964. Неоднократно переиздавалась на русском языке с 1992 года.

## Персонажи
- Джо Смит — главный герой, землянин с познаниями в технике, пустившийся в далёкое путешествие на другие планеты по просьбе своей возлюбленной Маргарет.
- Маргарет — землянка, в которую влюблен Джо Смит.
- Гарри Креес / Принц Вайл-Алан — землянин, бывший любовник Маргарет, в которого она все еще влюблена.
- Хабльят — уроженец планеты Менгер, посланник и шпион менгов на планете Кайрил. Представитель партии «Голубая Вода», выступающей за культурную и экономическую экспансию, в противовес военным методам.
- Магнерру Ипполито — менг, представитель военной партии «Красная Ветвь», выступающей за агрессивную внешнюю политику.
- Ильфейн — друидка с планеты Кайрил, ярая сторонница веры в Древо Жизни, объект нового любовного интереса Джо Смита.
- Манаоло — экклезиарх-друид с Кайрил.

## Сюжет
Действие разворачивается в гипотетическом будущем на трёх политически и экономически связанных планетах — Кайрил, Менгере и Балленкарче. Жители всех трёх планет весьма похожи на землян, однако ввиду своей удаленности в Галактике, уже утратили связи с Землёй и считают эту планету вымыслом.
- Власть на Кайрил находится в руках двухмиллионной касты друидов, поклоняющихся гигантскому Дереву Жизни; их обслуживают пять биллионов угнетённых рабов-лайти, верящих, что Дерево может подарить каждому вечную жизнь.
- На более развитом в экономическом и социальном плане Менгере существуют две противоборствующие партии: «Голубая Вода», выражающая интересы торговцев и предпочитающая действовать дипломатическим путём, и партия военной элиты «Красная Ветвь».
- На Балленкарче, долгое время остававшимся наименее цивилизованным из трёх миров, совсем недавно к власти пришёл некий Принц, который объединил под своей властью все кланы и взял курс на индустриализацию планеты.

Землянин Джо Смит отправился в долгое путешествие вслед за Гарри Креесом, бывшим любовником своей возлюбленной Маргарет, чтобы привести его обратно на Землю и прояснить отношения между всеми тремя. Сначала Джо оказывается на Кайриле, где отсутствие денег на дальнейший перелёт вынуждает его устроиться механиком на службу к друидам, там он заводит знакомство со шпионом-менгом по имени Хабльят. Менг втягивает Джо в хитросплетение политических интриг. Параллельно с этим Джо влюбляется в молодую жрицу по имени Ильфейн, однако помнит о Маргарет и своём деле.
Его вынуждают сопровождать на Балленкарч делегацию друидов и менгов, каждый из которых хочет переманить Принца Балленкарчского на свою сторону. Здесь Смита ждёт огромное разочарование — выясняется, что Гарри Креес и есть Принц, и более того, Маргарет уже тоже на Балленкарче и живёт с Гарри. Его путешествие длиной в два года оказалось бессмысленным, но вместе с тем это освобождает его от обязательств и даёт возможность строить отношения с Ильфейн.
Для укрепления связи между Кайрил и Балленкарчем друиды привезли с собой росток Дерева Жизни (Сына Дерева) и посадили его на новой планете. Росток моментально приживается, эволюционирует и начинает атаковать людей, пожирая их и разрастаясь в размерах. Принц Гарри по совету Джо приказывает уничтожить растение при помощи химикатов. Хабльят, выпросив у Принца все запасы химикатов, улетает, очевидно, чтобы так же уничтожить главное Дерево Жизни на Кайрил.